# Baipu, Jiangsu
Baipu är en köping i Kina. Den ligger i provinsen Jiangsu, i den östra delen av landet, omkring 180 kilometer öster om provinshuvudstaden Nanjing. Antalet invånare är 72 491. Befolkningen består av 39 422 kvinnor och 33 069 män. Barn under 15 år utgör 10,0 %, vuxna 15-64 år 71 %, och äldre över 65 år 18,0 %.
Runt Baipu är det mycket tätbefolkat, med 2 345 invånare per kvadratkilometer. Närmaste större samhälle är Pingchao, 15,8 km söder om Baipu. Trakten runt Baipu består till största delen av jordbruksmark.
Genomsnittlig årsnederbörd är 1 284 millimeter. Den regnigaste månaden är juli, med i genomsnitt 239 mm nederbörd, och den torraste är januari, med 34 mm nederbörd.